# 올리브풀밭쥐
올리브풀밭쥐(Abrothrix olivaceus)는 비단털쥐과 안데스밭쥐속에 속하는 설치류의 일종이다. 티에라델푸에고 제도를 포함한 칠레 북부와 남부, 아르헨티나 지역에서 발견된다. 개체군 크기에 큰 변동이 있다.

## 특징
올리브풀밭쥐는 작은 설치류로 전체 몸길이는 약 17cm이다. 상체는 회색과 갈색을 띠고, 주둥이는 주위는 약간 누르스름하고 하체는 연한 회색부터 중간 회색을 띤다.